# 송영근 (1897년)
송영근(宋榮根, 1897년 7월 20일 ~ 1942년 6월 11일)은 한국의 독립운동가이다.

## 생애
1897년 건양원년 7월 20일 전라북도 정읍에서 태어났다. 1919년 3.1운동 당시 3월 16일 정읍군 태인면 장터에서 김현곤, 송수련, 박지선 등과 함께 태극기와 독립선언서를 배포하였다. 일본 경찰에 체포되어 5월 15일에 광주지방법원에서 보안법 위반으로 징역 6월형을 언도받았다. 1992년 공적을 인정받아 대통령 표창이 추서되었다. 가족으로 아들 송희정(宋熙貞)은 한국 전쟁 때 실종되었다.

## 참고 자료
- 독립유공자 공훈록-송영근 (국가보훈처) 보관됨 2016-03-05 - 웨이백 머신